# روجيه لومير
روجيه لومير، فرنسي من مواليد عام 1941. قضى أغلب حياته الرياضية ضمن الإدارة الفنية للاتحاد الفرنسي لكرة القدم. قاد المنتخب العسكري الفرنسي إلى إحراز بطولة العالم عدة مرات..
درب منتخبين عربيين، حيث احرز مع منتخب تونس لكرة القدم على كأس أمم أفريقيا وذلك في تونس سنة 2004 وتأهل معه لنهائيات كأس العالم الا انه تعرض إلى انتقادات كبيرة في آخر مشواره خاصة بعد نهائيات كاس العالم ألمانيا 2006. كما درب المنتخب المغربي لكرة القدم وعرف معه نتائج سلبية في مباريات التصفيات للترشح لكأس أفريقيا بغانا والعالم بجنوب أفريقيا سنة 2010 ما أدّى إلى اقالته.
درب فريق تركي من 2009 ألى 2010 ثم أقيل بسبب مشاكل صحية .
فاز بكأس العالم 1998 مع فرنسا في خطة مساعد مدرب وعند توليه تدريب المنتخب الفرنسي فاز بيورو 2000 بهولندا وبلجيكا وبكأس القارات 2001 بفرنسا وهو الآن مدرب لنادي النجم الرياضي الساحلي منذ ديسمبر 2013.

## روابط خارجية
- روجيه لومير على موقع اتحاد تركيا (مدرب) (الإنجليزية)
- روجيه لومير على موقع قاعدة بيانات كرة القدم.إي يو (الإنجليزية)
- روجيه لومير على موقع ناشيونال فوتبول تيمز (الإنجليزية)